# Du sang sur la piste
Pour plus de détails, voir Fiche technique et Distribution.
Du sang sur la piste (titre original : Trail Street) est un film américain de Ray Enright sorti en 1947.

## Synopsis
À Liberal, petite ville du Kansas, la sécheresse cause la ruine des fermiers. Maury profite de cette occasion pour racheter les terres à prix bas pour les revendre plus cher. Arrive alors Bat Masterson, un nouveau shérif qui projette de remettre de l'ordre dans la ville. Il apporte une variété de blé pouvant résister à toute condition météo.

## Fiche technique
- Titre original : Trail Street
- Réalisation : Ray Enright
- Scénario : Norman Houston et Gene Lewis d'après le roman de William Corcoran
- Directeur de la photographie : J. Roy Hunt
- Montage : Lyle Boyer
- Musique : Paul Sawtell
- Costumes : Adele Balkan
- Production : Nat Holt
- Genre : Western
- Pays de production:  États-Unis
- Durée : 84 minutes
- Dates de sortie :
  - États-Unis : 19 février 1947
  - France : 16 janvier 1948
- Affiche : Boris Grinsson (France)

## Distribution
- Randolph Scott (VF : Roger Tréville) : Bat Masterson
- Robert Ryan (VF : René-Marc) : Allen Harper
- Anne Jeffreys : Ruby Stone
- George Gabby Hayes (VF : Paul Villé) : Billy Burns / Brandy Jack Jones
- Madge Meredith (VF : Renée Simonot) : Susan Pritchard
- Steve Brodie (VF : Raymond Loyer) : Louis Maury
- Billy House (VF : Pierre Morin) : Carmody
- Virginia Sale (VF : Héléna Manson) : Hannah Weeks
- Harry Woods (VF : Jean Guillet) : Lance Larkin
- Phil Warren (VF : Christian de Lainaut) : Slim
- Harry Harvey : le maire de Liberal
- Jason Robards Sr. (VF : Paul Forget) : Jason, le fermier
- Ernie Adams : Eben Bowen
- Stanley Andrews (VF : Jean Lemarguy) : M. Ferguson
- Jessie Arnold : la femme de Jason
- Guy Beach (VF : Claude Péran) : Dr Evans
- Forrest Taylor (VF : Henry Valbel) : Dave
- Ray Collins (VF : Claude Péran) : le narrateur

Acteurs non crédités
- Frank Austin : un fermier
- Si Jenks : Charlie Thorne
- Frank McGlynn Sr. : Tim McKeon